# Stanguellini

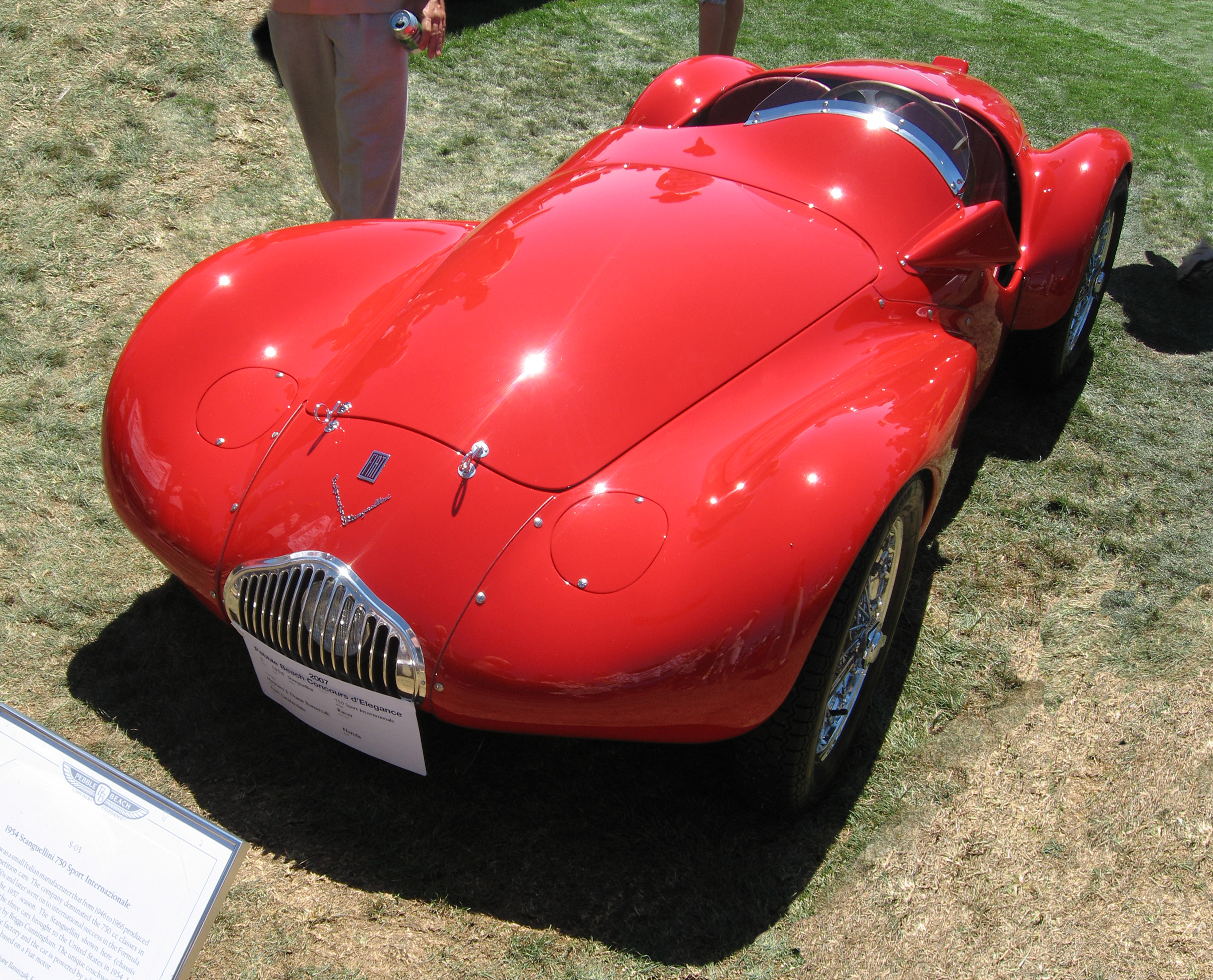
750

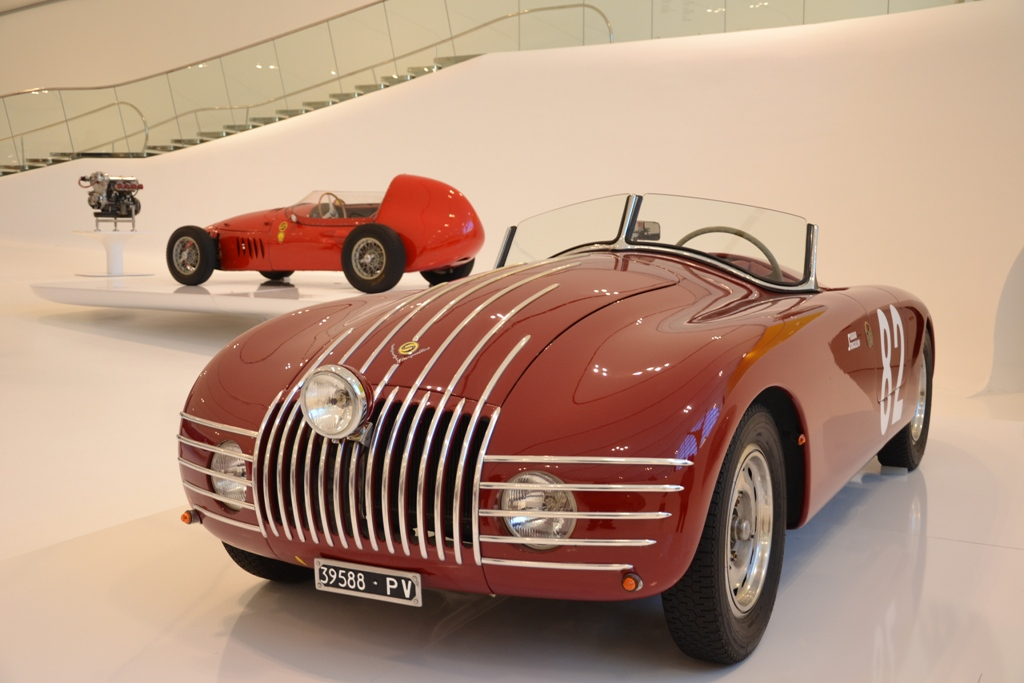
1100 mit Ala-d’Oro-Karosserie

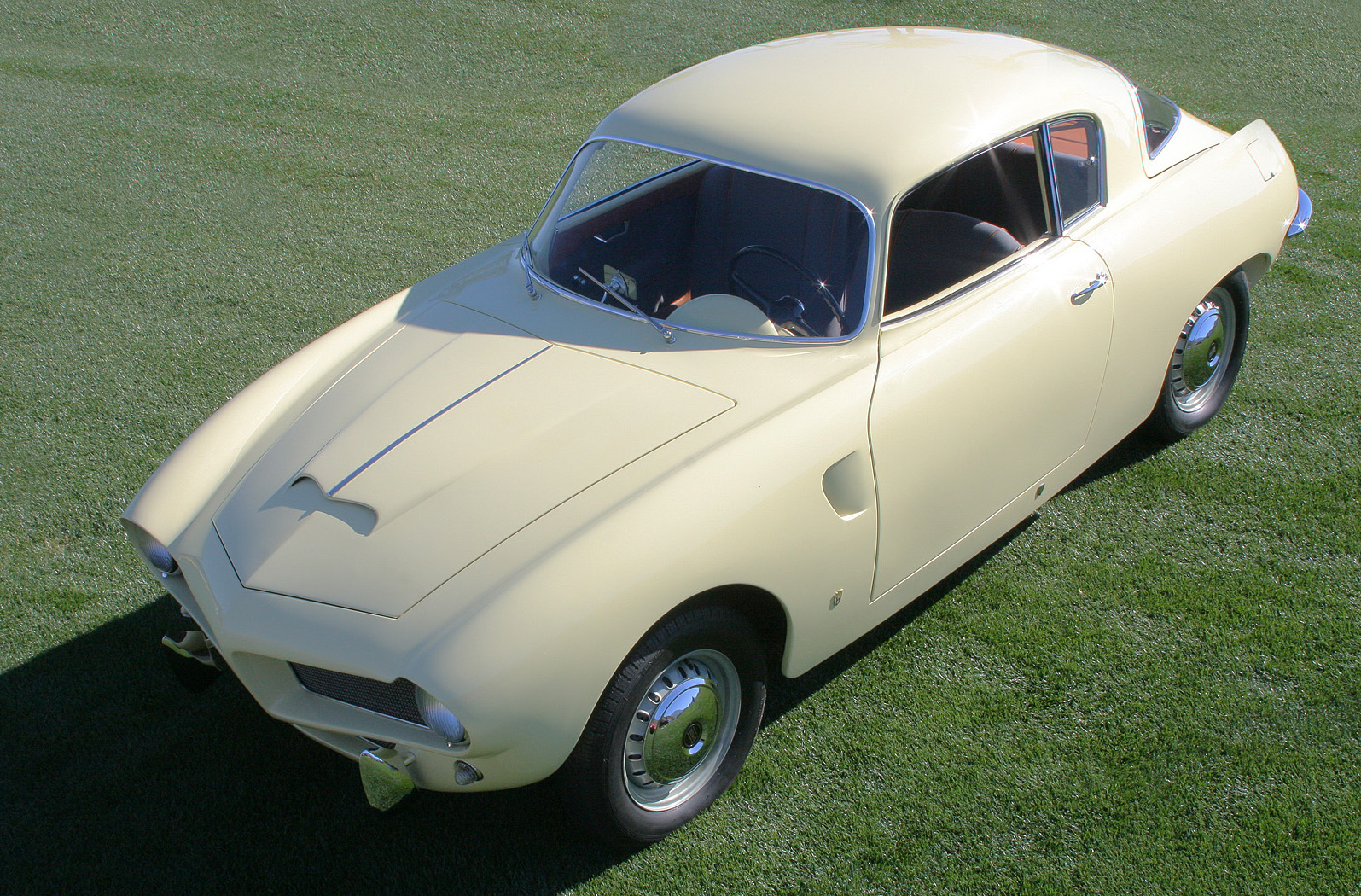
1100

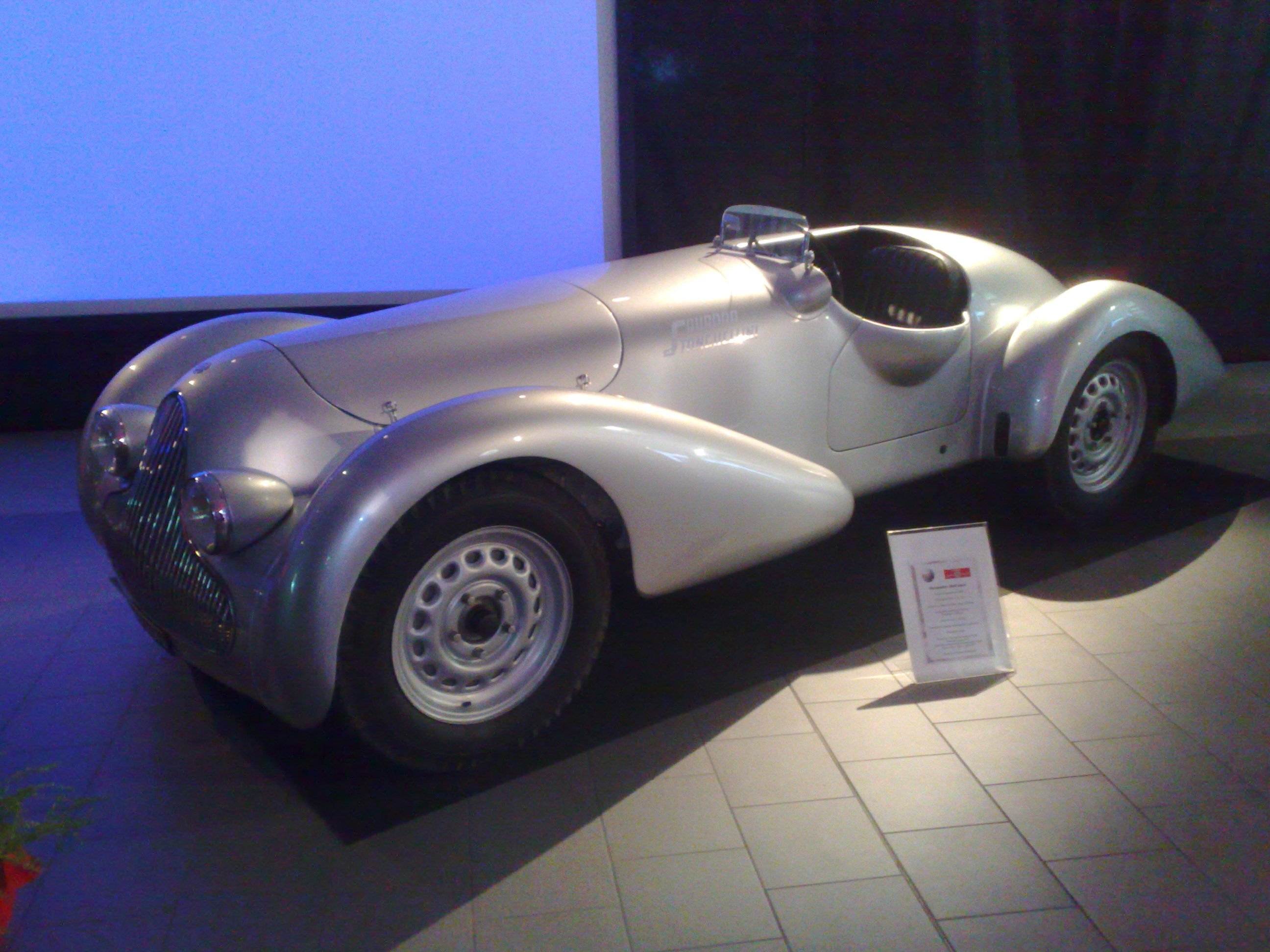
2800 Sport

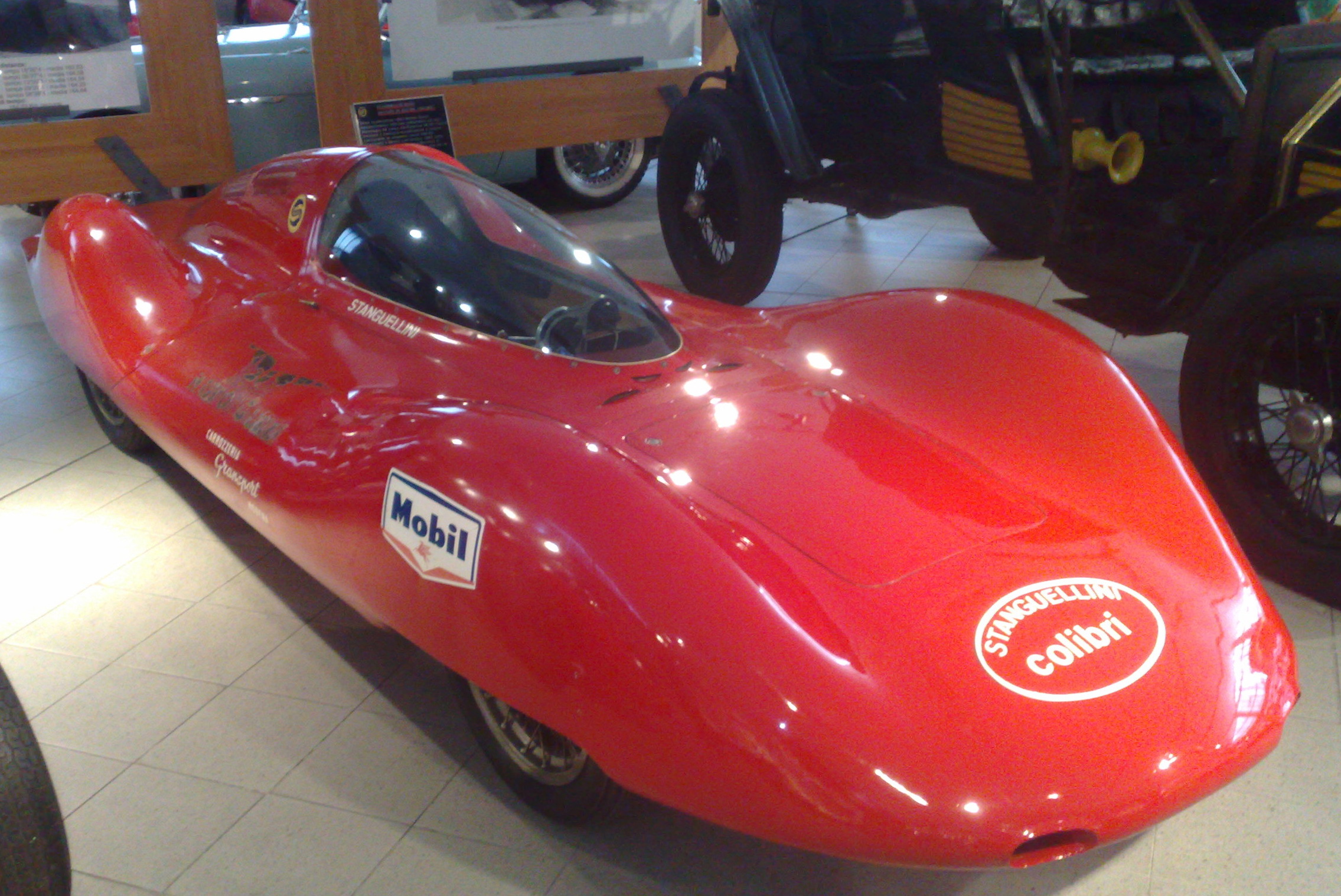
Colibrì

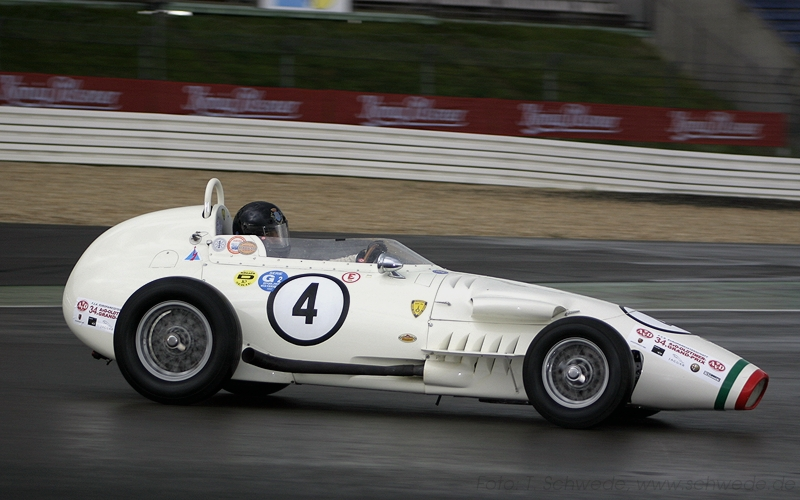
Stanguellini der Rennformel Junior

Stanguellini war ein italienischer Hersteller von Automobilen und Rennwagen aus Modena.

## Firmenentwicklung
Francesco Stanguellini (* 1879; † 22. Dezember 1932) betrieb seit 1908 die Vertretung von Fiat in Modena. Nebenbei fuhr er Autorennen auf S.C.A.T. und Ceirano. Sein Sohn Vittorio Stanguellini (* 24. März 1910; † 4. Dezember 1981) übernahm 1932 den Betrieb. Er begann 1937 mit dem Tunen von Fiat für Autorennen. 1938 entstand das erste Auto unter seinem Namen, der Stanguellini 750 Sport Nazionale. Wie viele seiner Nachfolger, wurde das Modell meistens als offener Roadster, selten als geschlossenes Coupé angeboten. Ein Großteil der Karosserien ließ Stanguellini ab 1958 bei der Carrozzeria Gransport in Modena bauen, einzelne Aufbauten kamen auch von Motto und Ala d’Oro. Insbesondere in den 1950er-Jahren war das Unternehmen bei Autorennen sehr erfolgreich. 1965 wurde die Produktion aufgegeben. 1971 entstanden noch einige Prototypen. Die Fiat-Vertretung besteht noch heute.

## Die Modelle
| Modell                            | Bauzeit   | Zylinder | Hubraum cm³ | Leistung PS | Text                                                                |
| --------------------------------- | --------- | -------- | ----------- | ----------- | ------------------------------------------------------------------- |
| 750 Sport Nazionale               | 1938–1948 | 4        | 569         | 28          | Basis Fiat 500 Topolino                                             |
| 1100 Sport Nazionale              | 1938–1948 | 4        | 1089        | 45–60       | Basis Fiat 508 C                                                    |
| 2800 Sport Nazionale              | 1939–1939 | 6        | 2852        | 110         | Basis Fiat 2800                                                     |
| 1100 Sport Internazionale         | 1947–1957 | 4        | 1089–1097   | 60–96       | Basis Fiat 1100                                                     |
| Monoposto 1100 und Monoposto 1500 | 1948–1951 | 4        | 1089–1500   | 90          | Basis Fiat 1100, Einsitzer                                          |
| Bertone Coupé                     | 1947–1954 | 4        | 1089        | 60          | Coupé auf Basis Fiat 1100, auch als Bertone Stanguellini vermarktet |
| 750 Sport Internazionale          | 1948–1958 | 4        | 741–743     | 40–75       | Basis Fiat 500 Topolino                                             |
| 750 Corsa                         | 1955–1955 | 4        | 741         | 80          | Einsitzer                                                           |
| Formula Junior                    | 1958–1961 | 4        | 1089        | 78          | Einsitzer                                                           |
| Formula Junior Delfino            | 1961–1962 | 4        | 1089        | 90          | Einsitzer mit Heckmotor                                             |
| Colibrì                           | 1963–1963 | 1        | 248         | 29          | Rekordwagen mit einem Motor von Moto Guzzi in Fahrzeugmitte         |
| Formula 3 und Formula 2           | 1964–1965 | 4        | 988         | 96          | Einsitzer                                                           |
| Momo Mirage                       | 1971      | 8        | 5735        | 200–225     | Prototyp eines großen Luxuscoupés mit Motor von Chevrolet           |

## Museum
Die Familie Stanguellini betreibt in dem Gebäude ihrer Fiat-Vertretung in Modena ein kleines Museum. Ausgestellt ist unter anderem ein Fiat Zero, der seit fast 100 Jahren in Familienbesitz ist, zehn Fahrzeuge Stanguellini, 15 weitere überwiegend sportliche Fahrzeuge, Pokale und Werkzeug.